# The Teenage Years
The Teenage Years è il secondo album della cantautrice Allison Weiss, e contiene 12 brani scritti da lei tra il 2004 e il 2008, rivisitati e registrati nuovamente con l'intera band. La sua pubblicazione è avvenuta a puntate: la Weiss ha infatti caricato sul proprio Bandcamp una canzone al mese da febbraio 2012 a gennaio 2013. Originariamente, l'album era concepito come un EP di ringraziamento ai supporter che su Kickstarter le avevano permesso di raggiungere in poche ore l'obiettivo prefissato per il precedente lavoro, ma poi si è deciso di pubblicare un album intero e renderlo disponibile per tutti. L'album è stato registrato con diversi produttori da canzone a canzone.
La maggior parte delle canzoni, pur essendo state scritte anni prima, non erano mai state incluse in una pubblicazione ufficiale. Gli unici brano non inediti sono I Don't Wanna Be Here ed I'm Ready (presenti su An Eight-Song Tribute to Feeling Bad & Feeling Better e & the Way She Likes It) e The Disappearing Act (presente su quest'ultimo). La canzone Boston vede la collaborazione come guest vocalist di Chris Mansfield dei Fences.

## Tracce
1. When We Get There – 3:00
2. I Had to Do It – 2:45
3. Stay Right Now – 3:39
4. Oh Yeah See – 2:47
5. I Don't Wanna Be Here – 2:50
6. Here Comes Morning – 2:59
7. Boston (feat. Chris Mansfield) – 1:59
8. The Disappearing Act – 3:31
9. Here's the Plan – 3:10
10. I'm Ready – 2:50
11. December – 3:41
12. What I Need – 3:56

## Titolo e canzoni
Il titolo ("Gli anni dell'adolescenza") descrive effettivamente il contenuto dell'album, essendo tutte canzoni scritte tra il 2004 ed il 2008 (ovvero tra i 16 e i 20 anni).

### When We Get There
Scritta nel 2005, "Estate prima del college, mi piaceva un ragazzo che lavorava al centro commerciale e allo stesso tempo avevo perso la testa per il mio migliore amico. Quindi ovviamente dover andare in un'altra città era l'ultima cosa che potessi desiderare, ma a volte devi seguire il tuo percorso scolastico e lasciarti il resto alle spalle. È dura guardare in avanti quando sei così coinvolta nel presente. È dura avere pazienza ed è dura aspettare e vedere come vanno a finire le cose. Lo fai? Aspetti? Chi lo sa. La cosa migliore da fare è vivere giorno per giorno e sperare che tutto vada per il meglio".

### I Had to Do It
Scritta nel 2008, "Ecco un'altra canzone che ho scritto appena terminato il periodo dell'adolescenza, ma è ancora piena di sentimenti adolescenziali. Ero ancora innamorata di una persona con cui non uscivo da mesi. Brutta cosa. Dovevo trovare una soluzione. C'è un momento nella vita di ognuno in cui bisogna prendersi le proprie responsabilità ed agire. A volte le decisioni più difficili sono quelle che porteranno maggiori benefici nel lungo periodo. Nel presente potrà anche far male da morire, ma se resisti non te ne pentirai".

### Stay Right Now
Scritta nel 2007, "La fine del secondo semestre a maggio 2007 è coincisa con la mia prima estate lontano da casa. L'ho trascorsa nella mia stanza al dormitorio a scrivere canzoni su una persona che se ne sarebbe andata in autunno. Questa canzone dice di essere pronti a vivere ogni attimo perché potrebbe essere l'unica cosa positiva che c'è. Sei spaventata, insicura, però sei pronta. Accada quel che accada".

### Oh Yeah See
Scritta nel 2008, "Questa canzone credo di averla scritta in mezz'ora. Ero appena tornata da un concerto di Tegan and Sara ed ero felice e arrabbiata allo stesso tempo per una cosa che era successa e da lì è venuta fuori questa canzone. Non mi era mai sembrata "completa", quindi non ci avevo mai fatto nulla, fino al 2012 quando l'ho riportata in vita dal mondo dei morti senza aggiungere né cambiare nulla".

### I Don't Wanna Be Here
Scritta nel 2006, "Era stata una brutta giornata e in qualche modo i miei amici mi avevano convinto ad andare in discoteca. In quel periodo andare a ballare in mezzo a tutti mi faceva sentire strana e fuori luogo. Ero lì in piedi in mezzo a un centinaio di persone ubriache e sudate e mi sentivo più sola che mai. A un certo punto vedo la persona che mi piaceva che ballava attaccata a una tizia strafiga. Ovviamente me ne sono andata e ho scritto questa canzone".

### Here Comes Morning
Scritta nel 2004, "Questa canzone l'ho scritta a 16 anni quando suonavo in un gruppo pop punk. Qualcuno mi aveva fatto ascoltare i Dashboard Confessional e mi sono innamorata della chitarra acustica. È stata la prima canzone che ho scritto con la chitarra acustica. Credo che sia la canzone adolescenziale per eccellenza. Si parla di decisioni importanti, amori che non si possono mandare via, confusione, rimpianti e un sacco di altre cose avvolte in un grande lenzuolo di allegria".

### Boston
Scritta nel 2008, "Non avrei immaginato che questa canzone potesse diventare una delle mie preferite. L'ho scritta durante un momento di rabbia e l'ho registrata sul mio vecchio laptop nel mio primo appartamento. L'ho caricata seduta stante su MySpace sperando che la persona a cui era indirizzata la sentisse".

### The Disappearing Act
Scritta nel 2007, "Ho scritto questa canzone quando ero una ragazzina al secondo anno di college; ero nella mia stanza al dormitorio e mi chiedevo perché il ragazzo che mi piaceva non mi rispondeva. È una canzone che parla di quando non riesci a dormire la notte perché sai che c'è qualcosa che non va, ma non riesci a capire cosa. Sei confuso, spaventato, vorresti che qualcuno ti spiegasse cosa succede, ma questo qualcuno non c'è".

### Here's the Plan
Scritta nel 2006, "Era appena cominciato l'inverno e fuori faceva davvero freddo. Al campus dell'UGA c'è questo posto che si chiama Ag Hill dove di notte non c'è nessuno e si vedono benissimo le stelle. È un posto perfetto per sentire i sentimenti ma non ci sono mai andata con nessun altro. La canzone in sé è abbastanza scontata. Stare con qualcuno è divertente perché fai un sacco di cose belle con una persona che ti piace e se sei abbastanza fortunato ti dimentichi del resto dei problemi".

### I'm Ready
Scritta nel 2006, "Era l'ultimo giorno di scuola prima della pausa primaverile. Stavo cercando di avvicinare questa persona che mi piaceva ed ero sicura di riuscirci, ma poi per quella settimana sono dovuta tornare a casa dai miei. Siamo andati a Miami e dato che dovevo ancora scoprire le gioie dell'alcool, mentre i miei amici uscivano e facevano festa io ero sulla spiaggia a scrivere questa canzone e volevo tornare a casa. Emo, vero?"

### December
Scritta nel 2004, "Come detto anche nel testo, la canzone parla di quelle sere che sai che saranno belle. Il nostro narratore sembra accontentarsi di qualunque cosa accada, a prescindere dalle conseguenze... ma aspetta! C'è un ponte! Un ponte carico di sentimenti!"

### What I Need
Scritta nel 2007, "La canzone parla di una stupida cotta per un'altra persona. E intendo quel tipo di cotta in cui, senza sapere spiegarti perché, perdi talmente la testa che passi il tempo a scrivere canzonette tipo questa e a far rimare "girl" con "world"".

## Artwork
La copertina del disco è una fotografia sgranata di due persone che fanno il bagno nell'acqua (un mixtape del 2008 di Allison era intitolato The Only Girl at an All Boys Pool Party, ovvero "l'unica ragazza a un party in piscina di soli maschi", e i due personaggi della copertina di questo album sono effettivamente uomini). In primo piano compaiono nome dell'artista e titolo dell'album, scritti all'interno di quello che si presenta come una sorta di stemma araldico, con simboli come una fetta di pizza, un lampo, un cuore spezzato ed un ombrello, che richiamano i temi d'amore trattati nei testi delle canzoni.